# Unité urbaine de Salon-de-Provence
L'unité urbaine de Salon-de-Provence est une unité urbaine française centrée sur Salon-de-Provence, ville des Bouches-du-Rhône dans la région Provence-Alpes-Côte d'Azur.

## Données générales
En 2010, selon l'Insee, l'unité urbaine était composée de quatre communes.
En 2020, à la suite d'un nouveau zonage, elle est composée des quatre mêmes communes.
En 2022, avec 61 586 habitants, elle représente la 2e unité urbaine du département des Bouches-du-Rhône, après l'unité urbaine de Marseille - Aix-en-Provence (1er rang départemental). Elle occupe le 8e rang dans la région Provence-Alpes-Côte d'Azur.
En 2022, sa densité de population s'élève à 440 hab/km2. Par sa superficie, elle représente 2,75 % du territoire départemental et, par sa population, elle regroupe 2,98 % de la population du département des Bouches-du-Rhône.

## Composition 2020 de l'unité urbaine
Elle est composée des quatre communes suivantes :
| Nom                              | Code Insee | Département      | Statut       | Superficie (km2) | Population (dernière pop. légale) | Densité (hab./km2) | Modifier                                    |
| -------------------------------- | ---------- | ---------------- | ------------ | ---------------- | --------------------------------- | ------------------ | ------------------------------------------- |
| Salon-de-Provence (ville-centre) | 13103      | Bouches-du-Rhône | ville-centre | 70,30            | 44 553 (2022)                     | 634                | modifier les données · modifier les données |
| La Barben                        | 13009      | Bouches-du-Rhône | banlieue     | 22,85            | 852 (2022)                        | 37                 | modifier les données · modifier les données |
| Grans                            | 13044      | Bouches-du-Rhône | banlieue     | 27,60            | 5 382 (2022)                      | 195                | modifier les données · modifier les données |
| Pélissanne                       | 13069      | Bouches-du-Rhône | banlieue     | 19,11            | 10 799 (2022)                     | 565                | modifier les données · modifier les données |

## Évolution démographique
| 1968   | 1975   | 1982   | 1990   | 1999   | 2006   | 2011   | 2016   | 2022   |
| ------ | ------ | ------ | ------ | ------ | ------ | ------ | ------ | ------ |
| 36 988 | 42 882 | 44 606 | 45 331 | 50 017 | 53 935 | 57 366 | 61 555 | 61 586 |

#### Données générales
- Unité urbaine en France
- Aire d'attraction d'une ville
- Liste des unités urbaines de France

#### Données démographiques en rapport avec l'unité urbaine de Salon-de-Provence
- Aire d'attraction de Salon-de-Provence
- Arrondissement d'Aix-en-Provence

#### Données démographiques en rapport avec les Bouches-du-Rhône
- Démographie des Bouches-du-Rhône